# Мана (магия)
Ма̀на във вярванията на народите на Меланезия и Полинезия е свръхестествена сила, съществуваща в природата, чиито носители могат да бъдат всички живи същества. Маната е била използвана за постигане на непосредствени цели: хубаво време, богата реколта, лек за болест или победа в битка.

## Етимология
Смята се, че думата „мана“ произлиза от Полинезийската култура и се отнася за мощни природни сили като гръмотевични и бурни ветрове, а не за свръхестествена сила. В хавайската и таитянската култура мана е духовна енергия и лечебна сила, която може да съществува в местности, предмети и хора.